# Bullfrog Productions
Bullfrog Productions è stata un'azienda inglese dedita allo sviluppo di videogiochi con sede nella città di Guildford, fondata nel 1987 da Peter Molyneux e chiusa nel 2001; a partire dal 1995 ha fatto parte del gruppo Electronic Arts.
L'azienda divenne famosa grazie al terzo videogioco realizzato, Populous; altri titoli famosi sono Syndicate, Theme Park, Theme Hospital e Dungeon Keeper.

## Storia
Quando la Bullfrog venne creata, i due fondatori lavoravano già insieme alla Taurus Impex Ltd. Questa ditta produsse un database relazionale chiamato Acquisition, sviluppato per piattaforme Amiga che ebbe dei buoni riscontri di vendita nel nord America. Il nome Bullfrog deriva dall'unione di "bull" (toro in inglese) tradotto da taurus della Taurus Impex Ltd., e "frog" dovuto al fatto che la figlia di Edgar amava le rane.
La Electronic Arts, casa distributrice della Bullfrog, acquisì la stessa Bullfrog nel gennaio 1995. Molyneux divenne vice presidente e consulente della Electronic Arts nel 1994, dopo che la stessa ebbe acquisito una buona parte delle azioni della Bullfrog. Lo stesso Molyneux lasciò la Electronic Arts nel 1997 per fondare la Lionhead Studios, mentre allo stesso tempo altri membri della Bullfrog fondarono altre case di sviluppo come la Mucky Foot Productions, la Intrepid Computer Entertainment e la Big Blue Box Studios.
L'ultimo gioco con il logo della Bullfrog venne pubblicato nel 2001, e nel 2004 la Electronic Arts unì gli studi della Bullfrog alla Electronic Arts UK, e la Bullfrog chiuse definitivamente.

## Lista dei videogiochi
- Druid II: Enlightenment, 1988
- Fusion, 1988
- Populous, 1989
- Flood, 1990
- Powermonger, 1990
- Populous II: Trials of the Olympian Gods, 1991
- Syndicate, 1993
- Theme Park, 1994
- Magic Carpet, 1994
- Syndicate: American Revolt, 1994
- Tube, 1994, un simulatore di guida futuristico, nato come test per un candidato all'assunzione alla Bullfrog, ma mai commercializzato[10]; venne fornito in allegato ad alcune riviste nel 1995
- Hi-Octane, 1995
- Magic Carpet 2: The Netherworlds, 1995
- Genewars, 1996
- Syndicate Wars, 1996
- Theme Hospital, 1997
- Dungeon Keeper, 1997
- Populous: The Beginning, 1998
- Theme Aquarium, 1998
- Dungeon Keeper 2, 1999
- Theme Park World, 1999
- Theme Park Inc, 2001
- Quake III: Revolution (conversione PlayStation 2), 2001